# Coppa delle nazioni afro-asiatiche 1995
La Coppa delle nazioni afro-asiatiche 1995 è stata la sesta edizione del trofeo riservato alle nazionali di calcio vincitrici della Coppa d'Africa (o dei Giochi asiatici) e della Coppa d'Asia. 
La competizione fu vinta dalla Nigeria, vincitrice della Coppa d'Africa 1994, che nel doppio confronto batté l'Uzbekistan, vincitore dei Giochi asiatici 1994.

## Risultati

### Andata
| Arbitro: | Bujsaim |

|                          |           |                                   |
| Qosimov 70’ Fyodorov 85’ | Marcatori | 10’ Siasia 65’ Ikpeba 71’ N. Kanu |

### Ritorno
| Arbitro: | Magassa |

|             |           |  |
| Amunike 82’ | Marcatori |  |